# P.A.R.C.E.
Albums de Juanes
«La vida... es un ratico
(2007) Juanes MTV Unplugged
Singles
P.A.R.C.E. (ou Parce) est le cinquième album studio de l'artiste colombien Juanes enregistrement. Il a été libéré le 7 décembre 2010 et Universal Music Latino. L'album le single "Yerbatero" a été publié le 10 juin 2010, comme un téléchargement numérique. "Y no Regresas"est sorti le deuxième single le 12 octobre 2010. "Regalito" a été publié comme le troisième single le 11 janvier 2011.

## Liste des Titres
| No  | Titre                | Durée |
| --- | -------------------- | ----- |
| 1.  | Amigos               | 3:35  |
| 2.  | Yerbatero            | 3:31  |
| 3.  | La Soledad           | 3:14  |
| 4.  | La Razón             | 4:18  |
| 5.  | Segovia              | 3:06  |
| 6.  | El Amor Lo Cura Todo | 3:36  |
| 7.  | Todos Los Días       | 3:54  |
| 8.  | Y No Regresas        | 3:07  |
| 9.  | Lo Nuestro           | 4:10  |
| 10. | Esta Noche           | 4:35  |

| Chart (2010)                       | Peak position |
| ---------------------------------- | ------------- |
| Mexican Albums Chart               | 12            |
| Mexican International Chart Albums | 10            |
| Spanish Albums Chart               | 14            |
| US Top Latin Albums                | 2             |
| US Latin Pop Albums                | 2             |
| US Billboard 200                   | 165           |

| Country | Provider   | Certification |
| ------- | ---------- | ------------- |
| Spain   | PROMUSICAE | Gold          |